# Denis Nikolajewitsch Jarzew

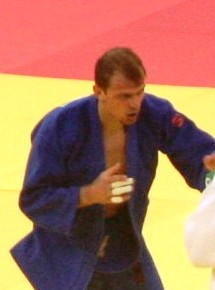
Denis Jarzew im Kampf um Bronze bei den Europaspielen 2015

Denis Nikolajewitsch Jarzew (russisch Денис Николаевич Ярцев; * 18. September 1990 in Tscheljabinsk) ist ein russischer Judoka. Er war bei den Weltmeisterschaften 2019 Dritter im Leichtgewicht.

## Karriere
Der 1,76 m große Denis Jarzew kämpft seit 2010 im Leichtgewicht, der Gewichtsklasse bis 73 Kilogramm. Er gewann eine Bronzemedaille bei den U23-Europameisterschaften 2010. 2011 siegte er bei der Universiade in Shenzhen und gewann erneut Bronze bei den U23-Europameisterschaften. 2014 siegte er beim Grand-Slam-Turnier in Tjumen, als er im Finale den Brasilianer Marcelo Contini bezwang. Bei den im Rahmen der Europaspiele 2015 in Baku ausgetragenen Europameisterschaften erreichte er mit einem Sieg über den Ungarn Miklós Ungvári das Halbfinale. Dort unterlag er dem Israeli Sagi Muki, den Kampf um Bronze verlor er gegen den Slowenen Rok Drakšič. Anfang 2016 erreichte Jarzew das Finale beim Grand-Slam-Turnier in Paris, unterlag aber dem Südkoreaner An Chang-rim. Bei den Europameisterschaften 2016 in Kasan unterlag er im Halbfinale Rustam Orujov aus Aserbaidschan und im Kampf um Bronze Nugzar Tatalashvili aus Georgien. Bei den Olympischen Spielen 2016 in Rio de Janeiro bezwang er den Franzosen Pierre Duprat durch eine Bestrafung und den Chinesen Sai Yinjirigala durch Ippon nach 1:48 Minuten. Im Viertelfinale unterlag er dem Belgier Dirk Van Tichelt durch Waza-ari und in der Hoffnungsrunde verlor er gegen den Georgier Lascha Schawdatuaschwili durch eine kleine Wertung (Yuko).
Wie bei den Olympischen Spielen 2016 belegte Jarzew auch bei den Europameisterschaften und den Weltmeisterschaften 2017 den siebten Platz. 2019 wurden wie 2015 die Europameisterschaften im Rahmen der Europaspiele 2019 in Minsk ausgetragen. Im Einzelwettbewerb belegte Jarzew einmal mehr den siebten Platz. Er gehörte zum Team, das den Mannschaftstitel gewann, wurde aber im Finale nicht eingesetzt. Bei den Weltmeisterschaften 2019 in Tokio bezwang Jarzew im Viertelfinale Somon Mahmadbekow aus Tadschikistan. Nach seiner Halbfinalniederlage gegen den Japaner Shōhei Ōno siegte er im Kampf um eine Bronzemedaille gegen den ebenfalls für Tadschikistan antretenden Behruzi Khojazoda.